# Sussex (hønserace)
Sussex er en hønserace, der stammer fra det sydøstlige England, i Sussex grevskabet. Det er en af de ældste anerkendte hønseracer, og den har igennem tiden nydt stor popularitet. Den er kendt som en god produktionshøne, med både god ægproduktion, og et fint trevlet, velsmagende kød. Dog har nutidens Sussex-høne undergået en udpræget forædlingsproces, hvilket betyder at evnen til ruge, er svækket hos mange individer i dag. I forædlingsarbejdet med hønen, menes en række forskellige racer at have indgået, herunder Dorking, Brahma, Kochin og den i dag uddøde Kenthøne.

## Karakteristika
Hønen forventes at lægge ca. 205 æg årligt, i en gul/brunlig farve. Ægvægten ligger som regel inden for spektret, fra mindstevægten for avlsdyr, på 55 g. til ca. 62 g.
Hane vægt: 3-4 kg.
Høne vægt: 2,5-3 kg.
Racen findes også i dværgform.

### Farvevariationer
- Hvid sort Columbia
- Gul sort Columbia
- Rød sort Columbia
- Brun sort porcelænsfarvet
- Sølvgrå